# Wereldkampioenschappen baanwielrennen 1999
De wereldkampioenschappen baanwielrennen 1999 werden van 20 oktober tot en met 24 oktober 1999 gehouden in het Velodrom in Berlijn.

## Mannen

### Puntenkoers
| plaats | Naam            | Land        |
| ------ | --------------- | ----------- |
| Goud   | Bruno Risi      | Zwitserland |
| Zilver | MVasyl Jakovlev | Oekraïne    |
| Brons  | Cho Ho-sung     | Zuid-Korea  |

### Ploegsprint
| plaats | Naam                                          | Land      |
| ------ | --------------------------------------------- | --------- |
| Goud   | Laurent Gané Florian Rousseau Arnaud Tournant | Frankrijk |
| Zilver | Jobie Dajka Shane Kelly Darryn Hill Danny Day | Australië |
| Brons  | Eyk Pokorny Stefan Nimke Sören Lausberg       | Duitsland |

### 1KM
| plaats | Naam            | Land                |
| ------ | --------------- | ------------------- |
| Goud   | Arnaud Tournant | Frankrijk           |
| Zilver | Shane Kelly     | Australië           |
| Brons  | Stefan Nimke    | Verenigd Koninkrijk |

### Keirin
| plaats | Naam           | Land      |
| ------ | -------------- | --------- |
| Goud   | Jens Fiedler   | Duitsland |
| Zilver | Anthony Peden  | Australië |
| Brons  | Frédéric Magné | Frankrijk |

### Individuele Achtervolging
| plaats | Naam           | Land      |
| ------ | -------------- | --------- |
| Goud   | Robert Bartko  | Duitsland |
| Zilver | Jens Lehmann   | Duitsland |
| Brons  | Mauro Trentini | Italië    |

### Ploegen Achtervolging
| plaats | Naam                                                                           | Land      |
| ------ | ------------------------------------------------------------------------------ | --------- |
| Goud   | Olaf Pollack Guido Fulst Jens Lehmann Robert Bartko Daniel Becke               | Duitsland |
| Zilver | Philippe Ermenault Jérôme Neuville Francis Moreau Cyril Bos                    | Frankrijk |
| Brons  | Vladimir Karpets Denis Smyslov Aleksej Markov Eduard Gritsun Vladislav Borisov | Rusland   |

### Koppelkoers
| plaats | Naam                         | Land       |
| ------ | ---------------------------- | ---------- |
| Goud   | Isaac Gálvez, Juan Llaneras  | Spanje     |
| Zilver | Jimmi Madsen, Jakob Piil     | Denemarken |
| Brons  | Andreas Kappes, Olaf Pollack | Duitsland  |

### Sprint
| plaats | Naam             | Land      |
| ------ | ---------------- | --------- |
| Goud   | Laurent Gané     | Australië |
| Zilver | Jens Fiedler     | Duitsland |
| Brons  | Florian Rousseau | Frankrijk |

## Vrouwen

### Puntenkoers
| plaats | Naam           | Land          |
| ------ | -------------- | ------------- |
| Goud   | Marion Clignet | Frankrijk     |
| Zilver | Judith Arndt   | Duitsland     |
| Brons  | Sarah Ulmer    | Nieuw-Zeeland |

### 500 m
| plaats | Naam              | Land      |
| ------ | ----------------- | --------- |
| Goud   | Félicia Ballanger | Frankrijk |
| Zilver | Jiang Cuihua      | China     |
| Brons  | Ulrike Weichelt   | Duitsland |

### Individuele Achtervolging
| plaats | Naam           | Land      |
| ------ | -------------- | --------- |
| Goud   | Marion Clignet | Frankrijk |
| Zilver | Judith Arndt   | Duitsland |
| Brons  | Rasa Mazeikyte | Litouwen  |

### Sprint
| plaats | Naam              | Land      |
| ------ | ----------------- | --------- |
| Goud   | Félicia Ballanger | Frankrijk |
| Zilver | Michelle Ferris   | Frankrijk |
| Brons  | Tanya Dubnicoff   | Canada    |

## Medaillespiegel
| Plaats | Land                | Goud | Zilver | Brons | Totaal |
| 1      | Frankrijk           | 7    | 1      | 2     | 10     |
| 2      | Duitsland           | 3    | 4      | 4     | 11     |
| 3      | Spanje              | 1    | 0      | 0     | 1      |
| 3      | Zwitserland         | 1    | 0      | 0     | 1      |
| 5      | Australië           | 0    | 2      | 0     | 2      |
| 6      | Nieuw-Zeeland       | 0    | 1      | 1     | 2      |
| 7      | China               | 0    | 1      | 0     | 1      |
| 7      | Denemarken          | 0    | 1      | 0     | 1      |
| 7      | Verenigd Koninkrijk | 0    | 1      | 0     | 1      |
| 7      | Oekraïne            | 0    | 1      | 0     | 1      |
| 11     | Canada              | 0    | 0      | 1     | 1      |
| 11     | Italië              | 0    | 0      | 1     | 1      |
| 11     | Litouwen            | 0    | 0      | 1     | 1      |
| 11     | Rusland             | 0    | 0      | 1     | 1      |
| 11     | Zuid-Korea          | 0    | 0      | 1     | 1      |
| Totaal | Totaal              | 12   | 12     | 12    | 36     |

Edities

1893 ·
1894 ·
1895 ·
1896 ·
1897 ·
1898 ·
1899 ·
1900 ·
1901 ·
1902 ·
1903 ·
1904 ·
1905 ·
1906 ·
1907 ·
1908 ·
1909 ·
1910 ·
1911 ·
1912 ·
1913 ·
1914 ·
1915 · 1916 · 1917 · 1918 · 1919 ·
1920 ·
1921 ·
1922 ·
1923 ·
1924 ·
1925 ·
1926 ·
1927 ·
1928 ·
1929 ·
1930 ·
1931 ·
1932 ·
1933 ·
1934 ·
1935 ·
1936 ·
1937 ·
1938 ·
1939 ·
1940 · 1941 · 1942 · 1943 · 1944 · 1945 ·
1946 ·
1947 ·
1948 ·
1949 ·
1950 ·
1951 ·
1952 ·
1953 ·
1954 ·
1955 ·
1956 ·
1957 ·
1958 ·
1959 ·
1960 ·
1961 ·
1962 ·
1963 ·
1964 ·
1965 ·
1966 ·
1967 ·
1968 ·
1969 ·
1970 ·
1971 ·
1972 ·
1973 ·
1974 ·
1975 ·
1976 ·
1977 ·
1978 ·
1979 ·
1980 ·
1981 ·
1982 ·
1983 ·
1984 ·
1985 ·
1986 ·
1987 ·
1988 ·
1989 ·
1990 ·
1991 ·
1992 ·
1993 ·
1994 ·
1995 ·
1996 ·
1997 ·
1998 ·
1999 ·
2000 ·
2001 ·
2002 ·
2003 ·
2004 ·
2005 ·
2006 ·
2007 ·
2008 ·
2009 ·
2010 ·
2011 ·
2012 · 
2013 · 
2014 · 
2015 · 
2016 · 
2017 · 
2018 · 
2019 · 
2020 · 
2021 · 
2022 · 
2023 ·
2024 ·
2025 ·

Onderdelen

Achtervolging (individueel) · 
afvalkoers · 
keirin · 
koppelkoers · 
omnium · 
ploegenachtervolging · 
puntenkoers · 
scratch · 
sprint · 
teamsprint ·  
tijdrijden

Voormalig:
stayeren ·
tandem